# دار السلام (تنزانيا)
دارِ السَلَام (بالسواحلية: Dar es Salaam)‏، هي أكبر مدينة والمركز المالي في تنزانيا وعاصمة إقليم دار السلام وكانت والعاصمة السابقة لتنزانيا، وتقع على الساحل الشرقي للبلد على المحيط الهندي. كانت تدعى سابقاً مزيزيما، يبلغ عدد سكان دار السلام أكثر من تسعة ملايين نسمة، وهي أكبر مدينة في شرق إفريقيا من حيث عدد السكان وسادس أكبر مدينة في إفريقيا. تقع دار السلام على الساحل السواحلي، وهي مركز اقتصادي مهم وواحدة من أسرع المدن نموًا في العالم، كما إنَّها تعتبر أهم مركز اقتصاديّ بالبلاد.
جعلت دار السلام إطلالتها على المحيط الهندي أهم مرافئ البلاد، حيث أنها نقطة عبور هامة للبضائع والمواد الأولية التي تصدرها البلاد من قطن وبن على وجه الخصوص. الصناعة في دار السلام غذائية بالأساس، إلا أن المدينة لا تخلو من بعض صناعات النسيج والإسمنت ومواد البناء وبعض صناعات الأدوية. معظم سكان مدينة دار السلام من المسلمين.
تأسست المدينة في منتصف القرن التاسع عشر. وكانت المركز الإداري والتجاري الرئيسي لشرق إفريقيا الألمانية وتنجانيقا وتنزانيا. وفي عام 1974 اتُخذ القرار بنقل العاصمة إلى دودوما، والتي اكتملت رسميًا في عام 1996.
دار السلام هي المدينة الأبرز في تنزانيا في مجال الفنون والأزياء والإعلام والسينما والتلفزيون والتمويل. وهي عاصمة منطقة دار السلام الممتدة، وهي واحدة من المناطق الإدارية الـ 31 في تنزانيا، وتتكون من خمس مناطق: كينوندوني في الشمال؛ وإيلالا في الوسط؛ وأوبونغو وتيميكي في الجنوب؛ وكيجامبوني في الشرق عبر مصب نهر كوراسيني.

## التاريخ

### التاريخ القديم
كانت دار السلام تاريخياً جزءاً من إقليم أزانيا القديم، الذي عرف عند العرب بأرض الزنج، وهو إقليم في شرق أفريقيا شهد علاقاتٍ تجارة نشطة مع شبه الجزيرة العربية والهند والصين منذ العصور القديمة، وتسمَّى سكانه بالزنج منذ السنوات الأولى للميلاد، وقد بنوا مدناً ساحلية مزدهرة وحضارة متطورة. تاجرت دار السلام والمدن الساحلية الأخرى بمنتجاتٍ عديدة، مثل التوابل - كالقرنفل - والعاج وقرون الكركدن وأصداف السلاحف، وكانت تستورد بالمقابل الثياب والأقمشة القطنية ومنتجاتٍ هندية وعربية أخرى. وتمتَّعت دار السلام والمدن الأخرى باستقلالية عالية، حتى كانت تُدَار بشكلٍ شبه ذاتي. وقد استقرَّ العديد من تجار العرب في هذه المدن، فخالطوا الزنج، وتعلَّموا لغتهم البانتو فيما علَّموهم اللغة العربية، ومع الوقت اندمجت اللغتان لتنبثق عنهما اللغة السواحيلية. وقد هاجر العرب المسلمون إلى دار السلام وباقي مدن الساحل الشرق إفريقي منذ العصر الأموي، واستوطنوها وتردَّدوا عليها للتجارة بالبضائع بين شبه الجزيرة العربية وشرق إفريقيا، وخالطوا سكانها الأصليين وتعلَّموا لغتهم، وقد أدى هذا إلى انتشار الدين الإسلامي بين أهل المدينة منذ قرون عديدة.

### من سلاطين عمان حتى الاستقلال
خضعت المدينة لسيطرة أئمة عمان عقب القرون الوسطى إلى جانب سائر ساحل شرق أفريقيا، ثم وقعت المنطقة لفترةٍ تحت سلطة الإمبراطورية البرتغالية، قبل أن تعود إلى أيدي العمانيّين من جديد في عام 1740م. وبعد عودة سلاطين عمان للسيطرة على شرق أفريقيا نقلوا عاصمة دولتهم إلى دار السلام، وكان ذلك في عهد سعيد بن سلطان، وقويت في هذه الفترة الدعوة الإسلامية والتأثير العربي بالمنطقة. إلا إنَّ المنطقة بدأت بالخروج مرة أخرى من سيطرة العمانيين في أعقاب ثورة زنجبار عام 1964، وألحقت دار السلام بدولة جمهورية تنزانيا الاتحادية الجديدة التي انبثقت عن الاتحاد بين زنجبار وتنجانيقا، حيث اختيرت دار السلام لتظلَّ عاصمة هذه الدولة كما كانت أيام العمانيين. رغم ذلك، فقد برزت في عام 1973 مساعٍ لنقل العاصمة إلى دودوما بدلاً من دار السلام، وحصل ذلك بالفعل في التسعينات، إلا إنَّ المدينة لا زالت تحتفظ بأهميتها الاقتصادية والاجتماعية لتنزانيا.
كان الاسم القديم لمدينة دار السلام مزيزيما، لكن وفي سنة 1866 أطلق سعيد بن سلطان سلطان مسقط وزنجبار الاسم الحالي على المدينة دار السلام. وقد عرفت المدينة تطوراً وازدهاراً صناعياً بالخصوص بعد لعبها دور إدارة الشؤون التجارية للمستعمرات الألمانية الواقعة شرق أفريقيا، باعتبار أن تنجانيقا (الاسم القديم لتنزانيا قبل الاتحاد مع زنجبار) واحدة منها، وقد كان ذلك في بداية القرن العشرين. خلال الحرب العالمية الأولى استولى البريطانيون على تنجانيقا واتخذوا من مدينة دار السلام مركزاً إدارياً للشؤون الاقتصادية والتجارية بالبلاد.
ديدة.
شهدت دار السلام عملية إرهابية في شهر أغسطس عام 1998، حيث تم تفجير سفارة الولايات المتحدة بالمدينة، وخلف الهجوم العديد من القتلى والجرحى.

## الجغرافيا
تقع دار السلام عند 6°48' جنوبًا، 39°17' شرقًا (−6.8000، 39.2833)، على ميناء طبيعي على ساحل شرق إفريقيا، مع شواطئ رملية في بعض المناطق.

### مناطق إقليم دار السلام
ينقسم إقليم دار السلام إلى خمس مناطق إدارية، أربعة منها تحكمها مجالس بلدية تابعة لضواحي أو أقسام المدينة.
| المنطقة          | السكان (2016) | المساحة (كم2) |
| ---------------- | ------------- | ------------- |
| منطقة إيلالا     | 1,528,489     | 210           |
| منطقة كيجامبوني  | 1,510,129     | N/A           |
| منطقة كينوندوني  | 1,164,177     | 527           |
| منطقة تيميكي     | 204,029       | 656           |
| منطقة أوبونجو    | 1,058,597     | غير متاح      |
| منطقة دار السلام | 5,465,420     | 1,393         |

### المناخ
تشهد دار السلام ظروفًا مناخية استوائية، تتسم بالطقس الحار والرطب طوال معظم العام بسبب قربها من خط الاستواء والمحيط الهندي الدافئ. تتمتع بمناخ السافانا الاستوائية (كوبن : Aw / As). يبلغ معدل هطول الأمطار السنوي حوالي 1150 مليمترًا أو 45 بوصة، وفي العام العادي يوجد موسمان ممطران: "الأمطار الطويلة" في أبريل ومايو، و"الأمطار القصيرة" في نوفمبر وديسمبر.
| البيانات المناخية لـدار السلام (مطار جوليوس نيريري الدولي) 1991-2020                                                   | البيانات المناخية لـدار السلام (مطار جوليوس نيريري الدولي) 1991-2020 | البيانات المناخية لـدار السلام (مطار جوليوس نيريري الدولي) 1991-2020 | البيانات المناخية لـدار السلام (مطار جوليوس نيريري الدولي) 1991-2020 | البيانات المناخية لـدار السلام (مطار جوليوس نيريري الدولي) 1991-2020 | البيانات المناخية لـدار السلام (مطار جوليوس نيريري الدولي) 1991-2020 | البيانات المناخية لـدار السلام (مطار جوليوس نيريري الدولي) 1991-2020 | البيانات المناخية لـدار السلام (مطار جوليوس نيريري الدولي) 1991-2020 | البيانات المناخية لـدار السلام (مطار جوليوس نيريري الدولي) 1991-2020 | البيانات المناخية لـدار السلام (مطار جوليوس نيريري الدولي) 1991-2020 | البيانات المناخية لـدار السلام (مطار جوليوس نيريري الدولي) 1991-2020 | البيانات المناخية لـدار السلام (مطار جوليوس نيريري الدولي) 1991-2020 | البيانات المناخية لـدار السلام (مطار جوليوس نيريري الدولي) 1991-2020 | البيانات المناخية لـدار السلام (مطار جوليوس نيريري الدولي) 1991-2020 |
| الشهر | يناير                                                                | فبراير                                                               | مارس                                                                 | أبريل                                                                | مايو                                                                 | يونيو                                                                | يوليو                                                                | أغسطس                                                                | سبتمبر                                                               | أكتوبر                                                               | نوفمبر                                                               | ديسمبر                                                               | المعدل السنوي                                                        |
| --- | -------------------------------------------------------------------- | -------------------------------------------------------------------- | -------------------------------------------------------------------- | -------------------------------------------------------------------- | -------------------------------------------------------------------- | -------------------------------------------------------------------- | -------------------------------------------------------------------- | -------------------------------------------------------------------- | -------------------------------------------------------------------- | -------------------------------------------------------------------- | -------------------------------------------------------------------- | -------------------------------------------------------------------- | -------------------------------------------------------------------- |
| الدرجة القصوى °م (°ف)                                                                                                  | 35.8 (96.4)                                                          | 35.2 (95.4)                                                          | 35.0 (95.0)                                                          | 35.0 (95.0)                                                          | 32.9 (91.2)                                                          | 33.0 (91.4)                                                          | 31.8 (89.2)                                                          | 31.9 (89.4)                                                          | 33.8 (92.8)                                                          | 33.7 (92.7)                                                          | 34.0 (93.2)                                                          | 34.5 (94.1)                                                          | 35.8 (96.4)                                                          |
| متوسط درجة الحرارة الكبرى °م (°ف)                                                                                      | 32.4 (90.3)                                                          | 32.8 (91.0)                                                          | 32.4 (90.3)                                                          | 31.1 (88.0)                                                          | 30.3 (86.5)                                                          | 30.0 (86.0)                                                          | 29.7 (85.5)                                                          | 30.1 (86.2)                                                          | 30.8 (87.4)                                                          | 31.5 (88.7)                                                          | 31.7 (89.1)                                                          | 32.1 (89.8)                                                          | 31.2 (88.2)                                                          |
| المتوسط اليومي °م (°ف)                                                                                                 | 28.2 (82.8)                                                          | 28.2 (82.8)                                                          | 27.7 (81.9)                                                          | 26.7 (80.1)                                                          | 26.0 (78.8)                                                          | 24.6 (76.3)                                                          | 23.8 (74.8)                                                          | 24.1 (75.4)                                                          | 24.9 (76.8)                                                          | 26.1 (79.0)                                                          | 26.9 (80.4)                                                          | 27.9 (82.2)                                                          | 26.3 (79.3)                                                          |
| متوسط درجة الحرارة الصغرى °م (°ف)                                                                                      | 24.9 (76.8)                                                          | 24.5 (76.1)                                                          | 24.0 (75.2)                                                          | 23.2 (73.8)                                                          | 22.0 (71.6)                                                          | 20.3 (68.5)                                                          | 19.3 (66.7)                                                          | 19.1 (66.4)                                                          | 19.5 (67.1)                                                          | 20.8 (69.4)                                                          | 22.6 (72.7)                                                          | 24.2 (75.6)                                                          | 22.0 (71.6)                                                          |
| أدنى درجة حرارة °م (°ف)                                                                                                | 18.1 (64.6)                                                          | 18.4 (65.1)                                                          | 19.6 (67.3)                                                          | 19.6 (67.3)                                                          | 15.9 (60.6)                                                          | 14.4 (57.9)                                                          | 13.7 (56.7)                                                          | 12.8 (55.0)                                                          | 14.2 (57.6)                                                          | 15.0 (59.0)                                                          | 17.6 (63.7)                                                          | 18.8 (65.8)                                                          | 12.8 (55.0)                                                          |
| معدل هطول الأمطار مم (إنش)                                                                                             | 54.2 (2.13)                                                          | 70.8 (2.79)                                                          | 169.6 (6.68)                                                         | 263.6 (10.38)                                                        | 172.2 (6.78)                                                         | 31.3 (1.23)                                                          | 15.8 (0.62)                                                          | 17.8 (0.70)                                                          | 20.2 (0.80)                                                          | 77.3 (3.04)                                                          | 114.4 (4.50)                                                         | 110.2 (4.34)                                                         | 1٬117٫4 (43.99)                                                      |
| متوسط الأيام الممطرة (≥ 1.0 mm)                                                                                        | 4.2                                                                  | 4.2                                                                  | 11.3                                                                 | 16.6                                                                 | 11.3                                                                 | 3.9                                                                  | 3.0                                                                  | 3.1                                                                  | 3.6                                                                  | 5.4                                                                  | 8.5                                                                  | 7.5                                                                  | 82.6                                                                 |
| متوسط الرطوبة النسبية (%)                                                                                              | 77                                                                   | 76                                                                   | 80                                                                   | 84                                                                   | 81                                                                   | 78                                                                   | 77                                                                   | 76                                                                   | 75                                                                   | 76                                                                   | 78                                                                   | 78                                                                   | 79                                                                   |
| ساعات سطوع الشمس الشهرية                                                                                               | 235.6                                                                | 223.2                                                                | 213.9                                                                | 156.0                                                                | 213.9                                                                | 222.0                                                                | 223.2                                                                | 266.6                                                                | 252.0                                                                | 275.9                                                                | 252.0                                                                | 241.8                                                                | 2٬776٫1                                                              |
| ساعات سطوع الشمس اليومية                                                                                               | 7.6                                                                  | 7.9                                                                  | 6.9                                                                  | 5.2                                                                  | 6.9                                                                  | 7.4                                                                  | 7.2                                                                  | 8.6                                                                  | 8.4                                                                  | 8.9                                                                  | 8.4                                                                  | 7.8                                                                  | 7.6                                                                  |
| المصدر #1: الإدارة الوطنية للمحيطات والغلاف الجوي                                                                      |                                                                      |                                                                      |                                                                      |                                                                      |                                                                      |                                                                      |                                                                      |                                                                      |                                                                      |                                                                      |                                                                      |                                                                      |                                                                      |
| المصدر #2: الأرصاد الجوية الألمانية (الظروف القصوى والرطوبة والشمس)، مركز طوكيو للمناخ (متوسط درجات الحرارة 1991-2020) |                                                                      |                                                                      |                                                                      |                                                                      |                                                                      |                                                                      |                                                                      |                                                                      |                                                                      |                                                                      |                                                                      |                                                                      |                                                                      |

## السكان

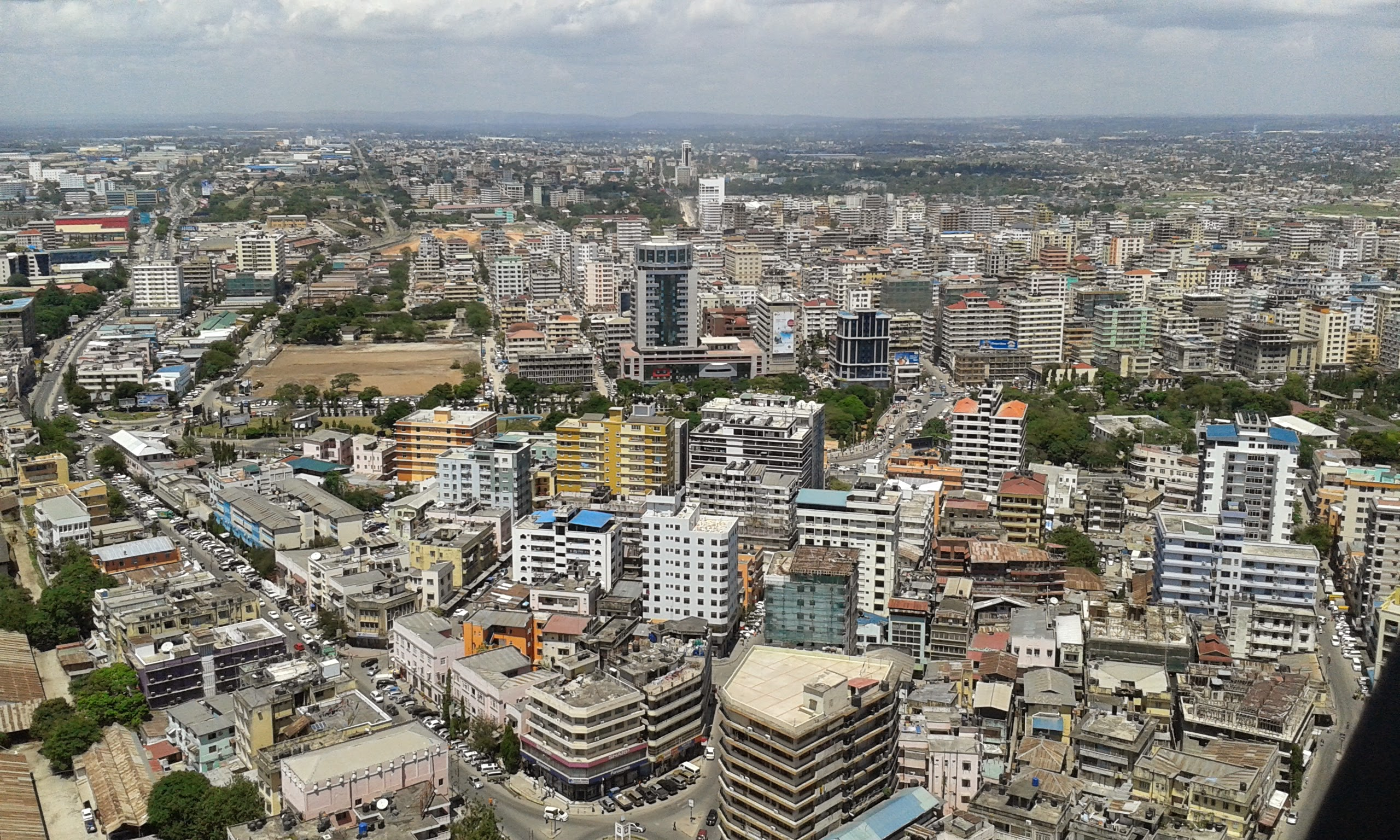
منطقة حضرية

دار السلام هي المدينة الأكثر اكتظاظًا بالسكان في تنزانيا والخامسة من حيث عدد السكان في أفريقيا. في عام 2020، قُدِّر عدد السكان بنحو 7.3 مليون نسمة.
| سنة الإحصاء | السكان    |
| ----------- | --------- |
| 1978        | 843,090   |
| 1988        | 1,360,850 |
| 2002        | 2,487,288 |
| 2012        | 4,364,541 |
| 2022        | 5,383,728 |

### الدين
وصل الدين الإسلامي إلى دار السلام مع سائر منطقة شرق أفريقيا في عهد السلاطين العثمانيين، ولا زال دين أغلبية السكان فيها إلى الآن، حيث بلغت نسبة المسلمين من سكان المدينة في الثمانينيات 90%. وقد افتتح فيها بنهاية سبعينيات القرن العشرين (عام 1397 هـ) مركز الحرمين الإسلامي في دار السلام بدعمٍ من المملكة العربية السعودية والمجلس الإسلامي الأعلى في تنزانيا، وله مقرٌّ يضم مدرسة متوسطة إسلامية من عدة فصول.

## الملاحظات
1. ↑  باستثناء منطقة إيلالا، التي يحكمها مجلس المدينة منذ عام 2021 بعد حل مجلس مدينة دار السلام.[13][14]